# ザ・ギンギンマル
ザ・ギンギンマルは、かつてラフィーネプロモーションで活動していた日本のお笑いコンビ。2023年2月9日、メンバーであるオガタ。の逝去に伴い事実上の活動停止となった。

## メンバー
- オガタ。（1986年11月13日 - 2023年2月9日（36歳没））
  - 本名：尾形 友道（おがた ともみち）。旧芸名：マイケル・J、ギンギンくん。
  - 立ち位置は左。
  - 山形県出身。身長182cm。血液型O型。
  - 趣味は音楽鑑賞、パスタ、物作り、酒。
  - 特技はラテアート、パスタ、物作り、チョコペンアート、いつでもどこでもドロップキックを受けれる事。
  - 普通自動車の免許を持っている。
  - 結成前は「グランパショップ」（プロダクション人力舎所属）、「クレイジーマッシュポテト」（プロデューサーハウスあ・うん所属）というコンビで活動。
  - 2020年11月20日、手術と療養のために活動休止する事を発表し、後日にステージ3の直腸がんであった事を公表[2][3]。手術は成功し、以降も療養を挟みながらの不定期な活動となっていたが[4]、2022年10月14日より再び治療に専念するため活動を休止していた[5][6]。
  - 2023年2月9日、大腸がんのため都内の病院で逝去[7]。36歳没。生涯独身であった。

- 長谷川 デビルマル（はせがわ デビルマル、1986年9月16日（38歳） - ）
  - 本名：長谷川 剛史（はせがわ つよし）。
  - 立ち位置は右。
  - 群馬県出身。身長175cm。血液型O型。
  - 趣味はNBA観戦、テレビゲーム、音楽鑑賞、野球。
  - 特技はいつでもドロップキック出来る事、野球、犬をあやす、怪我しにくい所。
  - 普通自動車の免許を持っている。
  - 結成前は「チャリバンク」（プロダクション人力舎所属）、「どんぶらこ」（マセキ芸能社所属）というコンビで活動。
  - 芝大輔（モグライダー）と仲が良い。
  - 後述の通り、現在は芸人を廃業している（2023年12月4日放送の『ジョンソン』より）。

## 略歴
共にスクールJCA14期生。2014年1月1日にコンビ「パシフィックオーシャンパーク」を結成し、程なくして現在の「ザ・ギンギンマル」に改名（名付け親はモグライダーであり、メンバーのともしげは14期生としての同期に当たる）。また、デビュー当時は共にプロダクション人力舎に所属し、それぞれ別のコンビで活動していた。
コンビ結成後しばらくフリーで活動していたが、2019年7月にラフィーネプロモーションに預かり所属となり、2020年よりジェントルマン・前島・むかしテレビと共に正式所属。
2020年11月20日、オガタ。の療養に伴いコンビでの活動を休止。2021年6月25日、新宿バティオスにて開催されたライブ『ザ・ギンギンマル復活祭』をもって活動を再開。以降も療養を挟みながらの不定期な活動となっていたが、2022年10月14日よりオガタ。の治療専念に伴い活動は再び休止状態となる。
2023年2月9日、オガタ。が大腸がんのため都内の病院で逝去。36歳没。同月12日の時点で葬儀・告別式はすでに執り行われ、長谷川はオガタ。の没後に「彼はお笑いが好きで芸人が大好きでした。今年の1月に二人でお笑いを辞めようと話し『お笑いは辞めても、ザ・ギンギンマルは辞めない』という結論で電話を切りました。『ザ・ギンギンマルのオガタ。』のまま人生を終えました。最高の相方でした。最高の友人でした。これまでザ・ギンギンマルを応援、見てくださった方々、携わってくれた方々にコンビを代表して感謝申し上げます」といった言葉を残している。

## 芸風
漫才とコントを行う。漫才においては、長谷川が身体を張った激しめのツッコミを繰り出す事が多い。

## 出演

### テレビ
- 勇者ああああ〜ゲーム知識ゼロでもなんとなく見られるゲーム番組〜（テレビ東京）
  - 「RIFUJIN FIGHTING FEDERATION 〜ロケの陣〜」（2018年2月9日）※長谷川のみ
- 生きるを伝える（テレビ東京、2022年1月15日）※オガタ。のみ

### ライブ
- ラフいいね!Live（事務所ライブ、関交協ハーモニックホール）
- ザ・ギンギンマル復活祭（2021年6月25日、新宿バティオス）

### 長谷川
- ザ・ギンギンマル 長谷川 (@theginginmaru) - X（旧Twitter）

### オガタ。
- ザ・ギンギンマル のオガタ。 (@amatow) - X（旧Twitter）
- 尾形 友道（ザ・ギンギンマルのオガタ。） (@ogaogaj) - Instagram
- ザ・ギンギンマルのオガタ。 (ginginkun) - note
- マイケル・J 公式ブログ「ザ・広報マル。」（2017年1月 - 4月）
- マイケル・J 公式ブログ「ギンギラギンギンさりげなくマル。ブログ」（2009年6月 - 2017年1月）